# Rousserolle de Swinhoe
Acrocephalus concinens
Espèce
Statut de conservation UICN

LC : Préoccupation mineure
La Rousserolle de Swinhoe (Acrocephalus concinens) est une espèce asiatique d'oiseaux de la famille des Acrocephalidae.

## Répartition
Cet oiseau se rencontre en Afghanistan, au Bangladesh, au Bhoutan, en Birmanie, en Chine, en Inde, au Laos, au Népal, au Pakistan, en Thaïlande et au Viêt Nam.

## Habitat
Cet oiseau peuple la végétation des cours d'eau et des plans d'eau mais aussi les mangroves.

## Description
Dans sa description de 1870, Robert Swinhoe indique que cette espèce mesure environ 132 mm, que son aile fait 104 mm, sa queue 58 mm et son bec 11,5 mm.

## Comportement

### Alimentation
Cette espèce est insectivore.

### Nidification
Le nid est construit dans les roseaux, suspendu à plusieurs tiges entre 50 cm et 1 m au-dessus de la surface de l'eau.

## Liste des sous-espèces
Selon GBIF (23 novembre 2023) :
- Acrocephalus concinens concinens (Swinhoe, 1870)
- Acrocephalus concinens haringtoni Witherby, 1920
- Acrocephalus concinens stevensi E.C.S.Baker, 1922

## Systématique
Le nom valide complet (avec auteur) de ce taxon est Acrocephalus concinens (Swinhoe, 1870).
L'espèce a été initialement classée dans le genre Calamoherpe sous le protonyme Calamoherpe concinens Swinhoe, 1870,.
Ce taxon porte en français le nom vernaculaire ou normalisé suivant : Rousserolle de Swinhoe.

## Publication originale
- (en) R. Swinhoe, « Zoological Notes of a Journey from Canton to Peking and Kalgan », Proceedings of the Zoological Society of London, Londres, ZSL, vol. 1870,‎ 1870, p. 427-451 (ISSN 0370-2774, OCLC 1779524, BNF 32843178, lire en ligne).